# Diócesis de Kamianets-Podilski
La diócesis de Kamianets o de Kamianets-Podilski (en latín: Dioecesis Camenecensis Latinorum y en ucraniano: Кам'янець-Подільська дієцезія) es una circunscripción eclesiástica de la Iglesia católica en Ucrania. Se trata de una diócesis latina, sufragánea de la arquidiócesis de Leópolis. Desde el 4 de mayo de 2002 su obispo es Maksymilian Leonid Dubrawski, de la Orden de Frailes Menores.

## Territorio y organización

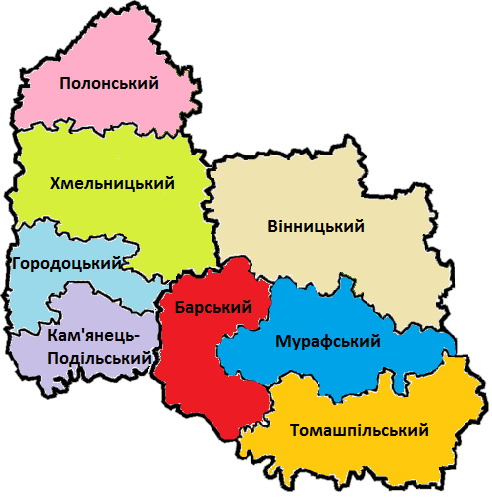
Mapa de los decanatos

La diócesis tiene 47 100 km² y extiende su jurisdicción sobre los fieles católicos de rito latino residentes en las óblasts de Jmelnitski y Vínnitsa.
La sede de la diócesis se encuentra en la ciudad de Kamianets-Podilski, en donde se halla la Catedral de San Pedro y San Pablo. Cuando los otomanos en 1672 conquistaron la ciudad agregaron un minarete a la fachada de la catedral. Los polacos reconquistaron la ciudad en 1699 y colocaron una estatua dorada de la virgen María en lo alto del minarete.
En 2023 en la diócesis existían 245 parroquias agrupadas en 8 decanatos.

## Historia
Los orígenes de la diócesis de Kamianets son inciertos debido a la ausencia de documentos contemporáneos. La conexión que el príncipe de Podolia, Aleksander Koriatowicz (fallecido alrededor de 1378-1382) tenía con Polonia, favoreció la llegada a este territorio de misioneros franciscanos y dominicos en la segunda mitad del siglo XIV.
Los príncipes de Podolia, Constantino y Basilio, que propusieron al papa la erección de una diócesis debido a la importante comunidad católica de la ciudad y su lejanía de otras residencias episcopales de la época. Mediante la carta apostólica Sane nuper pro parte, el papa Urbano VI (1378-1389) encargó al legado papal y cardenal de Estrigonia, Demetrio, con la asistencia del obispo de Pécs, que iniciara una investigación con vistas a la erección de una nueva diócesis en Kamianets. Se desconoce la fecha de esta carta, pero es anterior a la muerte del cardenal Demetrio (1387).
No existen documentos oficiales de la fundación de la diócesis (algunas fuentes mencionan los años 1373, 1375 y 1378). El primer obispo documentado históricamente es Aleksander, que aparece entre los firmantes de un acta fechada el 19 de junio de 1406 y que murió en 1410. Originalmente sufragánea de la arquidiócesis de Hálych, el 28 de agosto de 1412 pasó a ser sufragánea de la arquidiócesis de Leópolis, tras el traslado de la sede metropolitana de Hálych a Leópolis.
Dado que la nueva diócesis formaba parte del Gran Ducado de Lituania, la dotación de la mensa episcopal fue otorgada por Vitautas y consistía en la posesión de una considerable propiedad territorial, posesión que fue confirmada a los obispos de Kamianets por Juan I Alberto de Polonia. La jurisdicción original comprendía el voivodato de Podolia.
La iglesia catedral, dedicada a los santos Pedro y Pablo, fue construida en los primeros años del episcopado de Paweł z Bojańczyc, de 1428 a 1430. Antes de esta fecha, en la ciudad sólo existían las iglesias de los franciscanos y los dominicos. Con la construcción fue posible pensar en la construcción de la residencia del obispo y la fundación del cabildo catedralicio, que tuvo lugar el 3 de noviembre de 1454, con un personal de ocho canónigos, de los cuales tres eran dignidades: preboste, arcediano y deán. No se conoce la dotación original del cabildo, ya que muchos documentos importantes se perdieron en un incendio a finales del siglo XV. Las dignidades pasaron a ser cuatro a finales del siglo XVI y el número de canónigos se elevó a diez en el siglo XVII.
En 1792, como resultado de la segunda partición de la Mancomunidad Polaco-Lituana, Kamianets pasó a formar parte del Imperio ruso.
El 16 de octubre de 1798, mediante la bula Maximis undique con la que el papa Pío VI reorganizó las diócesis católicas en territorio del Imperio ruso después de la partición de Polonia, la de Kamianets se hizo coincidir con la región de Podolia y se convirtió en sufragánea de la arquidiócesis de Mogilev,
El 3 de agosto de 1847 se firmó un concordato (o convención según la terminología rusa) entre la Santa Sede y el zar Nicolás I que establecía una arquidiócesis y 6 diócesis sufragáneas en el territorio del Imperio ruso y los límites de todas las diócesis católicas se debían alinear con los límites que las gobernaciones imperiales tenían en ese momento, debiendo transferir la óblast de Besarabia a la nueva diócesis de Jersón. El 3 de julio de 1848, mediante la bula Universalis Ecclesiae del papa Pío IX, la Santa Sede instrumentó el concordato fijando los nuevos límites de las diócesis.
Durante el siglo XIX la diócesis conoció varios períodos de sede vacante. Tras el llamado Levantamiento de Enero contra el gobierno zarista, en Podolia comenzó una persecución contra la Iglesia católica. El ukase imperial del 3 de junio de 1866 decidió suprimir la diócesis y deportar al obispo Antoni Fijałkowski a Kiev. A partir de ese momento, la diócesis quedó sin obispo y la Santa Sede proveyó a esta situación anómala confiando la diócesis, con un decreto de la Congregación Consistorial del 3 de mayo de 1867, al cuidado de los obispos de las diócesis unidas de Lutsk y Zhitómir.
Sólo al final de la Primera Guerra Mundial y tras el fin del régimen zarista, la Santa Sede pudo nombrar un nuevo obispo en la persona de Piotr Mańkowski en septiembre de 1918.
El 27 de abril de 1922 los soviéticos saquearon la catedral. El 9 de febrero de 1926 el obispo Piotr Mańkowski dimitió, abriendo una sede vacante que duraría hasta la caída del comunismo. De 1946 a 1990 la catedral estuvo cerrada al culto y fue utilizada como museo del ateísmo.
Con el fin del régimen soviético y el nacimiento de la república independiente de Ucrania, el 16 de enero de 1991 el papa Juan Pablo II restableció la diócesis de Kamianets-Podilski nombrado obispo a Jan Olszański. Las fronteras de la diócesis se ampliaron hacia el sur y el este, para incluir todos los territorios ucranianos de la diócesis de Tiráspol, cubriendo el área de 10 óblast con 270 700 km². Al mismo tiempo, la diócesis pasó a formar parte de la provincia eclesiástica de la arquidiócesis de Leópolis.
El 4 de mayo de 2002 cedió parte de su territorio para la erección por el papa Juan Pablo II de las diócesis de Járkov-Zaporiyia (mediante la bula Ad plenius prospiciendum) y Odesa-Simferópol (mediante la bula Caram Ucrainae).

## Estadísticas
Según el Anuario Pontificio 2024 la diócesis tenía a fines de 2023 un total de 236 240 fieles bautizados.
| Año                                                                             | Población            | Población | Población      | Sacerdotes | Sacerdotes    | Sacerdotes    | Bautizados por sacerdote | Diáconos permanentes | Religiosos | Religiosos | Parroquias |
| Año                                                                             | Bautizados católicos | Total     | % de católicos | Total      | Clero secular | Clero regular | Bautizados por sacerdote | Diáconos permanentes | Varones    | Mujeres    | Parroquias |
| ------------------------------------------------------------------------------- | -------------------- | --------- | -------------- | ---------- | ------------- | ------------- | ------------------------ | -------------------- | ---------- | ---------- | ---------- |
| 1999                                                                            | 300 000              | 25 000    | 1.2            | 140        | 71            | 69            | 2142                     |                      | 104        | 129        | 69         |
| 2000                                                                            | 300 000              | 24 000    | 1.3            | 154        | 76            | 78            | 1948                     |                      | 114        | 132        | 69         |
| 2001                                                                            | 300 000              | 24 000    | 1.3            | 150        | 77            | 73            | 2000                     |                      | 109        | 131        | 69         |
| 2002                                                                            | 300 000              | 24 000    | 1.3            | 160        | 80            | 80            | 1875                     |                      | 115        | 176        | 69         |
| 2003                                                                            | 255 000              | 4 020 000 | 6.3            | 148        | 83            | 65            | 1722                     |                      | 100        | 151        | 69         |
| 2004                                                                            | 255 000              | 4 020 000 | 6.3            | 145        | 84            | 61            | 1758                     |                      | 94         | 147        | 203        |
| 2006                                                                            | 255 000              | 3 085 696 | 8.3            | 157        | 93            | 64            | 1624                     |                      | 131        | 145        | 207        |
| 2011                                                                            | 250 000              | 2 982 200 | 8.4            | 158        | 87            | 71            | 1582                     |                      | 141        | 165        | 220        |
| 2013                                                                            | 250 000              | 2 942 800 | 8.5            | 155        | 91            | 64            | 1612                     |                      | 134        | 150        | 222        |
| 2016                                                                            | 250 000              | 2 898 383 | 8.6            | 178        | 108           | 70            | 1404                     |                      | 142        | 145        | 222        |
| 2019                                                                            | 244 815              | 2 838 300 | 8.6            | 185        | 105           | 80            | 1323                     |                      | 153        | 161        | 246        |
| 2021                                                                            | 241 670              | 2 801 270 | 8.6            | 185        | 106           | 79            | 1306                     |                      | 149        | 154        | 245        |
| 2023                                                                            | 236 240              | 2 738 300 | 8.6            | 178        | 99            | 79            | 1327                     |                      | 150        | 157        | 245        |
| Fuente: Catholic-Hierarchy, que a su vez toma los datos del Anuario Pontificio. |                      |           |                |            |               |               |                          |                      |            |            |            |

## Episcopologio
- Wilhelm, O.P.? † (?-1375 falleció)
- Rokosius Ostoj? † (1378-1398 falleció)[4]
- Aleksander † (antes de 1406-1410 falleció)[22]
- Andrzej z Bazylei † (11 de mayo de 1411-1413 falleció)
- Zbigniew z Łapanowa † (20 de agosto de 1413-junio de 1428 falleció)
  - Maciej † (?-1427 falleció)
- Paweł z Bojańczyc † (5 de julio de 1428-18 de marzo de 1453 falleció)
- Mikołaj Łabuński † (28 de octubre de 1453-13 de octubre de 1467 falleció)
- Mikołaj Leśniowski? † (1468-1469 falleció)
- Mikołaj Próchnicki † (5 de junio de 1469-21 de junio de 1479 falleció)
- Maciej ze Starej Łomży † (19 de marzo de 1484-14 de marzo de 1490 nombrado obispo de Chełm)
- Piotr z Lesiowa, O.P. † (9 de octubre de 1492-circa 1500 falleció)
  - Jan Próchnicki † (?-1493 falleció)
  - Piotr Powała † (?-1502 falleció)
  - Andrzej Chodecki † (1502-1507 falleció) (obispo electo)
- Jakub Buczacki † (10 de julio de 1510/1512-5 de noviembre de 1518 nombrado obispo de Chełm)
- Wawrzyniec Międzyleski † (13 de marzo de 1521-13 de mayo de 1529 falleció)
- Piotr Gamrat † (29 de enero de 1531-27 de octubre de 1535 nombrado obispo de Przemyśl)
- Sebastian Branicki † (27 de octubre de 1535-29 de julio de 1538 nombrado obispo de Chełm)
- Jan Wilamowski † (17 de octubre de 1539-1540 falleció)
- Mikołaj Dzierzgowski † (20 de mayo de 1541-31 de mayo de 1542 nombrado obispo de Chełm)
- Jan Dziaduski † (31 de mayo de 1542-30 de marzo de 1543 nombrado obispo de Chełm)
- Andrzej Zebrzydowski † (30 de marzo de 1543-8 de junio de 1545 nombrado obispo de Chełm)
- Jan Drohojowski † (26 de agosto de 1545-19 de febrero de 1546 nombrado obispo de Chełm)
- Benedykt Izdbieński † (19 de febrero de 1546-17 de mayo de 1546 nombrado obispo de Poznan)
- Leonard Słończewski † (20 de agosto de 1546-antes del 27 de marzo de 1562 falleció)
  - Piotr Arciechowski † (1562-1562 falleció) (obispo electo)
- Dionizy Secygniowski † (4 de junio de 1563-1576 falleció)
- Marcin Białobrzeski † (19 de julio de 1577-19 de abril de 1586 falleció)
- Wawrzyniec Goślicki † (7 de enero de 1587-22 de enero de 1590 nombrado obispo de Chełm)
- Stanisław Gomoliński † (12 de febrero de 1590-31 de julio de 1591 nombrado obispo de Chełm)
- Paweł Wołucki † (5 de diciembre de 1594-30 de julio de 1607 nombrado obispo de Lutsk)
- Jan Andrzej Próchnicki † (13 de agosto de 1607-24 de noviembre de 1614 nombrado arzobispo de Leópolis)
- Adam Nowodworski † (26 de enero de 1615-29  1627 nombrado obispo de Przemyśl)
- Paweł Piasecki † (20 de diciembre de 1627-27 de noviembre de 1641 nombrado obispo de Chełm)
- Andrzej Leszczyński † (16 de diciembre de 1641-3 de diciembre de 1646 nombrado obispo de Chelmno)
- Michał Erazm Działyński † (17 de diciembre de 1646-1657 falleció)
- Jan Ludwik Stępkowski † (1657 por sucesión-1660 falleció)
  - Sede vacante (1660-1664)
- Zygmunt Czyżowski † (1 de septiembre de 1664-15 de diciembre de 1666 nombrado obispo de Lutsk)
- Albert Koryciński † (7 de marzo de 1667-30 de junio de 1670 nombrado arzobispo de Leópolis)
- Wespazjan Lanckoroński † (6 de octubre de 1670-agosto de 1676 falleció)
  - Jan Czarnecki † (circa 1677)
- Stanisław Wojeński † (19 de febrero de 1680-1685 falleció)
- Jerzy Albrecht Denhoff † (1 de abril de 1686-19  1689 nombrado obispo de Przemyśl)
  - Sede vacante (1689-1700)
- Jan Chryzostom Gniński, O.Cist. † (28 de mayo de 1700-10 de agosto de 1716 falleció)
- Stefan Bogusław Rupniewski † (23 de diciembre de 1716-1 de diciembre de 1721 nombrado obispo de Lutsk)
- Stanisław Józef Hozjusz † (14 de enero de 1722-19 de enero de 1733 nombrado obispo de Poznan)
- Augustyn Wessel, O.Cist. † (11 de mayo de 1733-11 de febrero de 1735 falleció)
- Franciszek Antoni Kobielski † (19 de noviembre de 1736-30 de septiembre de 1739 nombrado obispo de Lutsk)
- Wacław Hieronim Sierakowski † (16 de noviembre de 1739-25 de mayo de 1742 nombrado obispo de Przemyśl)
- Mikołaj Dembowski † (9 de julio de 1742-26 de septiembre de 1757 nombrado arzobispo de Leópolis)
  - Hieronim Antoni Szeptycki † (1757-24 de septiembre de 1759 nombrado obispo de Płock) (administrador apostólico)
- Adam Stanisław Krasiński † (24 de septiembre de 1759-16 de octubre de 1798 renunció)
- Jan Dembowski † (16 de octubre de 1798 por sucesión-13 de septiembre de 1809 falleció)
  - Sede vacante (1809-1815)
- Franciszek Borgiasz Mackiewicz † (15 de marzo de 1815-13 de enero de 1842 falleció)
  - Sede vacante (1842-1853)
- Mikołaj Górski † (27 de junio de 1853-29 de diciembre de 1855 falleció)
  - Sede vacante (1855-1860)
- Antoni Fijałkowski † (23 de marzo de 1860-23 de febrero de 1872 nombrado obispo de Mogilev)
  - Sede vacante (1872-1918)
  - Ludwik Bartłomiej Brynk † (23 de febrero de 1872-19 de septiembre de 1874 falleció) (administrador apostólico)[nota 4]
- Piotr Mańkowski † (24 de septiembre de 1918-9 de febrero de 1926 renunció[nota 5])
  - Sede vacante (1926-1991)
- Jan Olszański, M.I.C. † (16 de enero de 1991-4 de mayo de 2002 retirado)
- Maksymilian Leonid Dubrawski, O.F.M., desde el 4 de mayo de 2002